# Alergia alimentar
Uma alergia alimentar é uma reação imunitária exagerada a determinado alimento. Os sintomas da reação alérgica podem variar de ligeiros a graves. Entre os sintomas mais comuns estão comichão, língua inchada, vómitos, diarreia, urticária, dor de estômago, dificuldades respiratórias e diminuição da pressão arterial. Os sintomas geralmente manifestam-se de alguns minutos a algumas horas após a exposição ao alergénio. Quando os sintomas são graves, a condição é denominada anafilaxia. As intolerâncias alimentares e a intoxicação alimentar são condições diferentes que não são causadas por uma reação imunitária.
Entre os alergénios mais comuns estão o leite de vaca, amendoins, ovos, marisco, peixe, nozes, frutos secos, soja, trigo, arroz e fruta. As alergias mais comuns variam conforme o país. Entre os fatores de risco estão antecedentes familiares de alergias, deficiência de vitamina D, obesidade e higiene excessiva. As alergias acontecem quando a imunoglobulina E, parte do sistema imunitário do corpo, se liga às moléculas dos alimentos em questão. Geralmente o problema tem origem numa proteína dos alimentos. Esta proteína desencadeia a libertação de químicos inflamatórios pelo corpo, como a histamina. O diagnóstico baseia-se geralmente no historial clínico, podendo ser apoiado por dieta de exclusão, provas de sensibilidade cutânea e análises ao sangue para deteção de anticorpos IgE específicos.
A exposição precoce a potenciais alergénios pode oferecer alguma proteção. O tratamento da alergia alimentar consistem em evitar o alimento em questão e ter um plano para o caso dessa exposição acontecer. O plano pode incluir a administração de adrenalina (epinefrina) e  utilização de pulseiras de alerta médico. Os benefícios da imunoterapia hipossensibilizante para alergias alimentares não são ainda claros, pelo que à data de 2015 não era recomendado. Algumas alergias alimentares durante a infância desaparecem com a idade, incluindo alergia ao leite, ovos e soja. No entanto, geralmente as alergias aos frutos secos e ao marisco permanecem durante toda a vida.
Em países desenvolvidos, entre 4% e 8% das pessoas possui pelo menos uma alergia alimentar. As alergias são mais comuns em crianças do que em adultos e a frequência aparenta estar a aumentar. A condição aparenta ser mais comum em crianças do sexo masculino. O desenvolvimento de algumas alergias é mais comum no início de vida, enquanto outras só se desenvolvem mais tarde. Em países desenvolvidos, grande parte da população acreditar ter uma alergia alimentar, quando na realidade não tem. A declaração da presença de vestígios de alergénios em alimentos é obrigatória em todos os países, com exceção do Brasil.